# Martín Emilio Rodríguez
Martín Emilio Rodríguez (nascido em 14 de abril de 1942) é um ex-ciclista colombiano. Representou seu país, Colômbia, no ciclismo nos Jogos Olímpicos de Verão de 1964 e 1968.
O atleta é conhecido pelo apelido de Cochise.